# Ciclisme als Jocs Olímpics d'Estiu de 1932 - Persecució per equips
La competició de persecució per equips fou una de les quatre proves del programa olímpic de ciclisme en pista dels Jocs Olímpics de Los Angeles de 1932. La competició es va disputar el 2 i 3 d'agost de 1932, amb la presència de 20 ciclistes procedents de 5 nacions diferents.

## Medallistes
| Or                                                                     | Plata                                                                      | Bronze                                                                        |
| ItàliaPaolo Pedretti · Nino Borsari · Marco Cimatti · Alberto Ghilardi | FrançaHenri Mouillefarine · Paul Chocque · Amédée Fournier · René Legrèves | Regne UnitFrank Southall · William Harvell · Charles Holland · Ernest Johnson |

## Resultats

### Ronda classificatòria
Els quatre primers equips per temps van passar a la semifinal.
| Posició | Nom                                                             | País         | Temps  | Notes |
| ------- | --------------------------------------------------------------- | ------------ | ------ | ----- |
| 1       | Marco Cimatti Paolo Pedretti Alberto Ghilardi Nino Borsari      | Itàlia       | 4:52.9 | OR    |
| 2       | Amédée Fournier René Le Grevès Henri Mouillefarine Paul Chocque | França       | 4:54.4 |       |
| 3       | Ernest Johnson William Harvell Frank Southall Charles Holland   | Regne Unit   | 4:58.2 |       |
| 4       | Lew Rush Glen Robbins Russ Hunt Frank Elliott                   | Canadà       | 5:10.4 |       |
| 5       | Eddie Testa Ruggero Berti Harold Ade Russell Allen              | Estats Units | 5:17.4 |       |

### Semifinals
El guanyador de cadascuna de les dues sèries va passar a la final. Els perdedors lluitarien per la medalla de bronze.
Semifinal 1
| Posició | Nom                                                             | País       | Temps  | Notes |
| ------- | --------------------------------------------------------------- | ---------- | ------ | ----- |
| 1       | Amédée Fournier René Le Grevès Henri Mouillefarine Paul Chocque | França     | 4:53.9 |       |
| 2       | Ernest Johnson William Harvell Frank Southall Charles Holland   | Regne Unit | 4:57.4 |       |

Semifinal 2
| Posició | Nom                                                        | País   | Temps  | Notes |
| ------- | ---------------------------------------------------------- | ------ | ------ | ----- |
| 1       | Marco Cimatti Paolo Pedretti Alberto Ghilardi Nino Borsari | Itàlia | 5:24.9 |       |
| 2       | Lew Rush Glen Robbins Russ Hunt Frank Elliott              | Canadà | 5:34.4 |       |

### Final pel bronze
| Posició | Nom                                                           | País       | Temps  | Notes |
| ------- | ------------------------------------------------------------- | ---------- | ------ | ----- |
| 3       | Ernest Johnson William Harvell Frank Southall Charles Holland | Regne Unit | 4:56.0 |       |
| 4       | Lew Rush Glen Robbins Russ Hunt Frank Elliott                 | Canadà     | 6:04.0 |       |

### Final per l'or
| Posició | Nom                                                             | País   | Temps  | Notes |
| ------- | --------------------------------------------------------------- | ------ | ------ | ----- |
| 1       | Marco Cimatti Paolo Pedretti Alberto Ghilardi Nino Borsari      | Itàlia | 4:53.0 |       |
| 2       | Amédée Fournier René Le Grevès Henri Mouillefarine Paul Chocque | França | 4:55.7 |       |